# Alexander Wilhelm von Arnim
Pour les articles homonymes, voir Famille Arnim et Arnim (homonymie).
Alexander Wilhelm von Arnim (né le 17 novembre 1738 sur Fredenwalde et mort le 29 septembre 1809 dans la même ville) est un lieutenant général prussien, chef du 13e régiment d'infanterie et seigneur héréditaire de Fredenwalde.

## Biographie

### Origine
Alexander Wilhelm est le fils d'Alexander von Arnim (né le 25 février 1688 et mort le 4 octobre 1753), lieutenant-colonel, seigneur de Fredenwalde et sa seconde épouse Charlotte Sophie von Oertzen (née en 1710 et morte le 17 juin 1768 à Pasewalk) de la branche de Leppin.

### Carrière militaire
Arnim est engagé en 1753 comme caporal dans le 13e régiment d'infanterie "Itzenplitz" de l'armée prussienne. Pendant la guerre de Sept Ans, il prend part aux batailles de Lobositz, Prague, Rossbach, Leuthen, Torgau, Freiberg et Hochkirch, ainsi qu'aux sièges de Prague, Dresde et Olomouc. Il est blessé à Leuthen et Hochkirch et reçoit le Pour le Mérite au siège d'Olomouc.
En 1762, il devient premier lieutenant et adjudant général du général von Syburg. En 1763, il devient également lieutenant quartier-maître. En 1770, il est transféré au 8e régiment d'infanterie "von Hacke (de)" en tant que capitaine et commandant de compagnie et prend part à la guerre de Succession de Bavière de 1778/79. En 1781, Arnim devient major en tant que commandant du 1er bataillon, puis commandant du 2e bataillon en 1783 et enfin commandant de régiment le 23 juin 1785. C'est à ce poste qu'il est promu lieutenant-colonel le 1er juin 1788 et colonel le 12 juillet 1790. Le 29 décembre 1794, le roi Frédéric-Guillaume II le nomme chef du 13e régiment d'infanterie "von Braun". En tant que tel, Arnim devient major général le 10 janvier 1795 et lieutenant général le 20 mai 1802. En 1805, il rejoint le corps de l'électeur de Hesse en Westphalie.
Arnim participe à la bataille d'Iéna en 1806 avec son régiment. Elle est perdue et Arnim est également blessé, si bien que la rumeur se répand qu'il a été tué. C'est ainsi qu'un sermon funèbre est prononcé le 26 octobre 1806 et que son fiacre arrive en même temps à l'autre bout du village. Arnim reçoit son congé le 5 août 1807 avec une pension de 800 thalers et se retire dans son domaine de Fredenwalde, où il meurt en 1809.

## Propriétés
Alexander Wilhelm von Arnim est le propriétaire des manoirs de Fredenwalde et de Willmine. Dans l'Uckermark, il fait construire le domaine d'Albertinenhof au nord-est de Götschendorf et au nord-ouest d'Alt-Temmen, qui n'existe plus et qu'il baptise du nom de sa femme.

### Famille
Arnim est mariée avec la comtesse Albertine von Küssow (né le 26. octobre 1753 à Megow et mort le 11 septembre 1829 à Gerswalde). Les enfants suivants sont nés de ce mariage :
- Henriette Albertine Emilie (née le 2 juin 1778 à Stettin) mariée en 1804 avec Kaspar Otto Karl von Langen, seigneur de Bomsdorf, Neumark
- Wilhelm Georg (né le 10 avril 1780 à Stettin et mort le 27 février 1847), colonel marié en 1813 avec Karoline Henriette von Ahlimb (de) (née le 12 juillet 1794) de la branche de Ringenwalde